# Hydrotherosaurus
Hydrotherosaurus (лат.) («чудовищный водный ящер») — вымерший род плезиозавров из семейства эласмозаврид из верхнемеловой (маастрихтский ярус) формации Морено, округ Фресно, Калифорния, США. Единственный вид Hydrotherosaurus alexandrae назвал Самуэль Пол Уиллес в честь нашедшей окаменелость Энни Монтегю Александер.

## Описание

Hydrotherosaurus в сравнении с человеком

Hydrotherosaurus достигал средней величины по меркам плезиозавров: около 7.8–8 м в длину и массы в 1,1 т. Среди эласмозаврид у него одна из самых длинных шей относительно тела. Шея состоит из 60 позвонков. У Hydrotherosaurus 33-сантимертровый череп, обтекаемое туловище и четыре больших ласты, помогавших ему балансировать, двигаться и набирать скорость в толще воды.